# Kabaret (film)
Kabaret (ang. Cabaret) – amerykański musical filmowy z 1972 roku w reżyserii Boba Fosse, z Lizą Minnelli i Michaelem Yorkiem w rolach głównych.
Scenariusz filmu napisała Jay Presson Allen w oparciu o musical Cabaret Joe Masteroffa, sztukę I Am a Camera Johna Van Drutena oraz książkę Berlin Stories Christophera Isherwooda.
Polski plakat reklamujący film stworzył Wiktor Górka.

## Obsada
- Liza Minnelli jako Sally Bowles
- Michael York jako Brian Roberts
- Joel Grey jako Mistrz Ceremonii
- Helmut Griem jako Maximilian von Heune
- Fritz Wepper jako Fritz Wendel
- Marisa Berenson jako Natalia Landauer
- Elisabeth Neumann-Viertel jako Fraulein Schneider

## Opis filmu
Film jest opowieścią o romansie amerykańskiej piosenkarki i gwiazdy kabaretu oraz brytyjskiego pisarza wplecioną w atmosferę ostatnich dni Republiki Weimarskiej. Film głośny również z powodu ścieżki dźwiękowej – wiele utworów muzycznych stało się przebojami i to nie tylko z powodu melodii, ale i aranżacji. Dużą popularność zyskała piosenka stanowiąca główny motyw muzyczny filmu w wykonaniu Lizy Minnelli (muzyka: John Kander, słowa: Fred Ebb).

## Ścieżka muzyczna
Wszystkie utwory autorstwa Johna Kandera i Freda Ebba.
1. Willkommen – wyk. Joel Grey
2. Mein Herr – Liza Minnelli
3. Tiller Girls – Joel Grey
4. Maybe This Time – Liza Minnelli
5. Money, Money – Joel Grey i Liza Minnelli
6. Two Ladies – Joel Grey
7. Heiraten – Greta Keller
8. Tomorrow Belongs To Me – Mark Lambert
9. If You Could See Her – Joel Grey
10. (Life is a) Cabaret – Liza Minnelli

## Nagrody
Film został w 1972 roku wyróżniony 8 statuetkami Oscara za: reżyserię, najlepszą pierwszoplanową rolę żeńską, najlepszą drugoplanową rolę męską, zdjęcia, scenografię, muzykę, montaż i dźwięk.

## Odniesienia w kulturze popularnej
- Utwór Piwa smak wykonany przez Ferdka na Festiwalu Pieśni Piwnej Browar w odcinku „Browar z kominem” sitcomu Świat według Kiepskich jest parodią Money, Money[5].
- Utwór Tomorrow Belongs To Me został użyty w 3 sezonie serialu Człowiek z Wysokiego Zamku (serial telewizyjny).